# Chaussée du lac Pontchartrain
La chaussée du lac Pontchartrain, Lake Pontchartrain Causeway en anglais, est une chaussée constituée de deux ponts parallèles. Ces deux ponts traversent le lac Pontchartrain dans le Sud de la Louisiane aux États-Unis. Il s'agit du troisième pont routier le plus long au monde avec une longueur de 38,42 km (23 miles). Les ponts sont soutenus par plus de 9 000 piles de béton.
Le pont mène au sud à Metairie (Louisiane), une banlieue de La Nouvelle-Orléans, et au nord, à Mandeville, également en Louisiane.

## Historique
La route était à l'origine en 1956 faite d'un seul pont à deux voies. En 1969, un deuxième pont à deux voies, parallèle à l'original, et légèrement plus long, fut ouvert. La chaussée du lac Pontchartrain a toujours été une route à péage. Jusqu'en 1999, le péage s'effectuait à chaque entrée du pont. Mais pour améliorer la circulation sur le côté sud, le péage sud a été transféré au nord, à la sortie du pont. Le prix du péage de 1,5 dollar dans chaque direction est passé à 3 dollars pour les voitures en direction du sud uniquement.
L'ouverture de la chaussée a amélioré de manière significative le niveau de vie dans les petites communes du côté nord du lac Pontchartrain. Les résidents ont pu ainsi accéder à La Nouvelle-Orléans.
À la suite de l'ouragan Katrina le 29 août 2005, de nombreuses vidéos ont témoigné des dommages sur le pont, essentiellement visuels, les fondations de la structure étant restées intactes. L'autoroute I-10 Twin Spans ayant subi de graves dommages, la chaussée a été utilisée comme une route majeure pour les équipes de secours venues à La Nouvelle-Orléans. Après avoir été fermé, le pont est désormais rouvert au public.
La chaussée du lac Pontchartrain ne doit pas être confondu avec le Pontchartrain Expressway, une des sections de l'autoroute I-10 (Interstate 10) et U.S. Highway 90 dans le centre de La Nouvelle-Orléans.

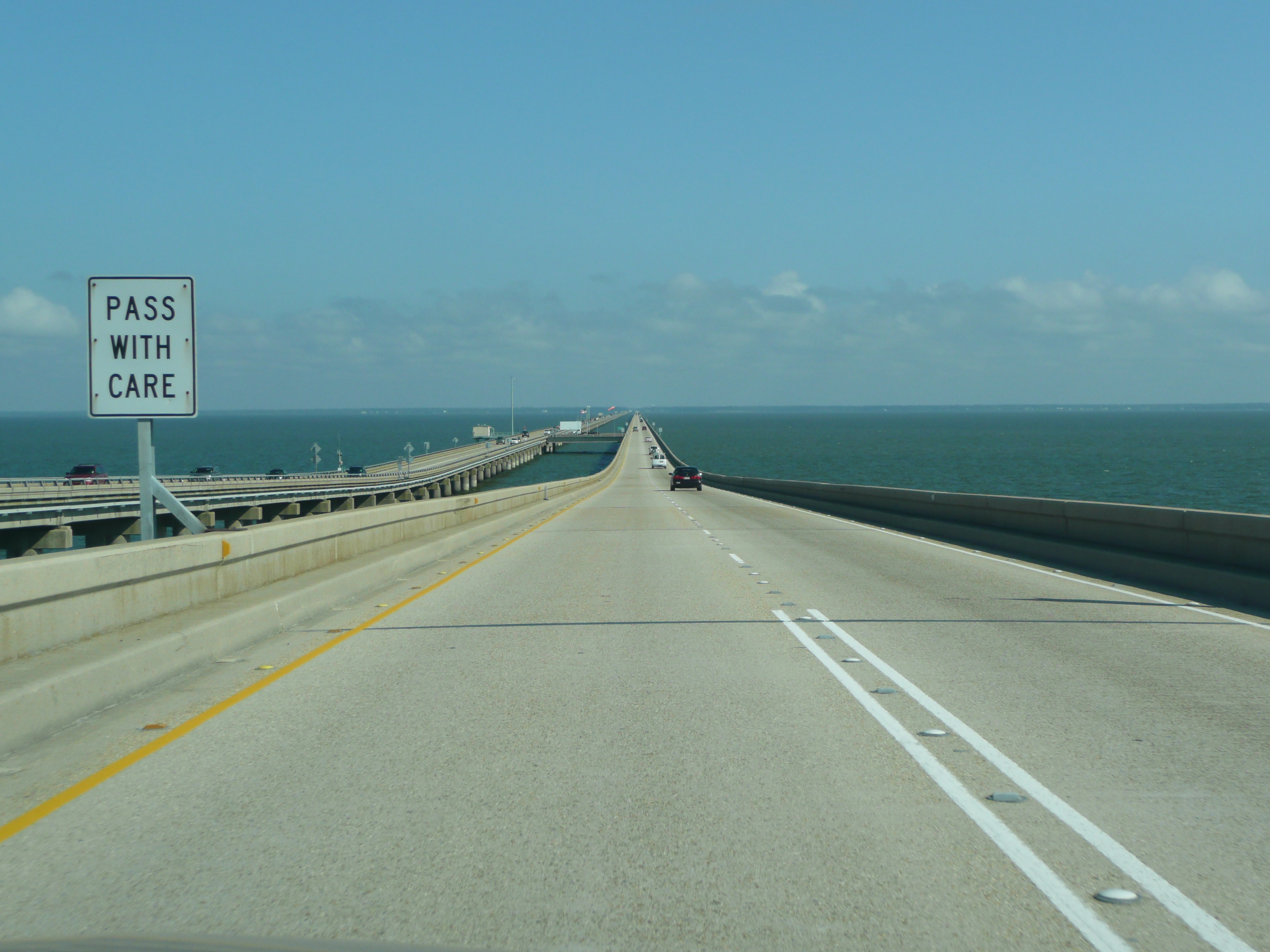

## Anecdotes
- Dans le jeu vidéo 007 : Quitte ou double, le joueur incarnant James Bond emprunte ce pont à la poursuite de Requin en moto[1].
- Dans le jeu vidéo Left 4 Dead 2, au cours de la dernière campagne « La Paroisse », le pont est évoqué.